# Хајтерен
Хајтерен (фр. Heiteren) насеље је и општина у источној Француској у региону Алзас, у департману Горња Рајна која припада префектури Колмар.
По подацима из 2011. године у општини је живело 972 становника, а густина насељености је износила 43,39 становника/km². Општина се простире на површини од 22,4 km². Налази се на средњој надморској висини од 200 метара (максималној 209 m, а минималној 196 m).

## Демографија
| 1962. | 1968. | 1975. | 1982. | 1990. | 1999. | 2011. |
| ----- | ----- | ----- | ----- | ----- | ----- | ----- |
| 505   | 529   | 578   | 574   | 541   | 785   | 972   |

График промене броја становника у току последњих година